# خزامى كورونوبسية الأوراق
الخزامى كورونوبسية الأوراق أو زيتة أو نتش  (باللاتينية: Lavandula coronopifolia) نوع نباتي يتبع جنس الخزامى من الفصيلة الشفوية.

## البيئة والانتشار
موطنه بلاد الشام ومصر والمغرب العربي والجزيرة العربية وغرب إيران وشرق إفريقيا.

## الوصف النباتي
النبتة شجيرية دائمة الخضرة خنثى يصل ارتفاعها إلى متر واحد، منتصبة جدًا ومتفرعة. السيقان والفروع القديمة تتميز بلحاء بني أو بني محمر، متشقق قليلاً. فروع صغيرة رباعية الزوايا، طويلة ورقيقة للغاية، مجردة، ضاربة إلى الحمرة. أوراقها ريشية ثنائية (مقسمة مرتين إلى مقاطع خطية)، مع شرائح لا تتدحرج عند القاعدة، مجردة أو متعرجة، متقابلة، قليلة العدد. النورة الزهرية طويلة (7-15 سم) والأزهار مرتبة في أزواج، وأحيانًا متباعدة جدًا. لا تحتوي على خصلة على شكل بتلات في الجزء العلوي، كما هو الحال في الأنواع الأخرى. كل زهرة تحمل قشرة بيضية الشكل أقصر من نصف الكأس. الكأس أنبوبي بيضي الشكل، له خمس أسنان صغيرة. التويج أزرق غامق أو أزرق شاحب، أنبوبي، ذو فصوص ضحلة. الثمرة صغيرة ومحاطة داخل الكأس الدائم. يزهر من آذار إلى أيار ويثمر من أيار إلى حزيران. النبات عديم الرائحة أو بالكاد عبق.

## أسماء علمية أخرى غير مقبولة
- (باللاتينية: Isinia laristanica Rech. f.)
- (باللاتينية: Lavandula humbertii Maire & Wilczek)
- (باللاتينية: Lavandula multifida Burm. f., nom. illeg.)
- (باللاتينية: Lavandula striata Boiss.)
- (باللاتينية: Lavandula stricta Delile)
- (باللاتينية: Lavandula subtropica Gand.)
- (باللاتينية: Lavandula coronopifolia var. humbertii (Maire & Wilczek) Dobignard)
- (باللاتينية: Lavandula coronopifolia var. subtropica (Gand.) Dobignard)
- (باللاتينية: Lavandula stricta var. humbertii (Maire & Wilczek) Chaytor)
- (باللاتينية: Lavandula stricta var. subtropica (Gand.) Chaytor)
- (باللاتينية: Lavandula humbertii f. glabricaulis Maire)
- (باللاتينية: Lavandula stricta f. conferta Maire)